# Orangenöl

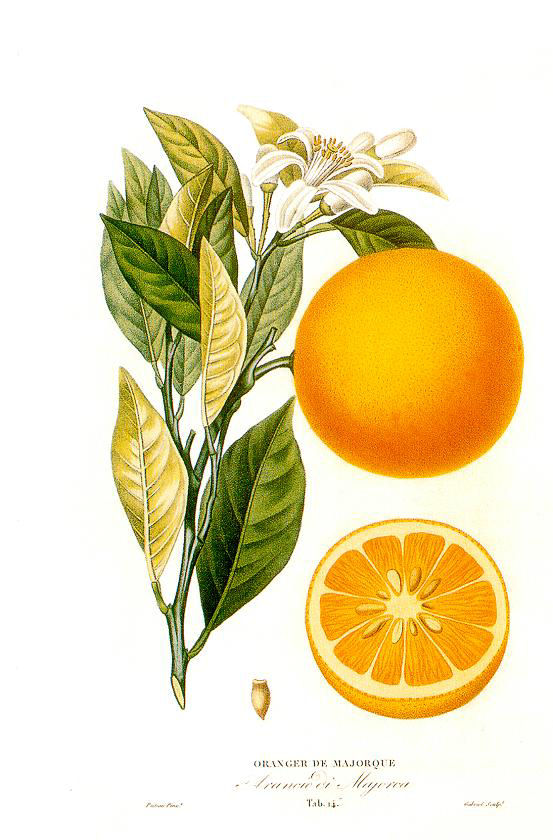
Früchte der Orangenart Citrus sinensis

Orangenöl ist auch bekannt als Orangenschalenöl (lat. Aurantii dulcis Aetheroleum). Es gibt zwei Hauptsorten von Orangenöl:
- Orangenöl, süß
- Orangenöl, bitter

## Orangenöl, süß
Orangenöl wird durch Kaltpressen der reifen Fruchtschalen der Orangenart Citrus sinensis gewonnen. Die Fruchtschalen sind ein Nebenprodukt der Orangensaftherstellung und fallen in großer Menge an. Das Orangenöl ist mit Abstand das am meisten produzierte ätherische Öl, die Weltjahresproduktion liegt bei ca. 20.000 Tonnen (Jahr 2002). Deutschland importierte im Jahr 2001 über 2.000 Tonnen Orangenöl. Es gehört neben Nelkenblätteröl und Eukalyptusöl zu den preiswertesten ätherischen Ölen. Mit Abstand ist Brasilien der wichtigste Produktionsort für Orangenöl, daneben sind Kalifornien, Florida und Sizilien von Bedeutung.

### Chemische Inhaltsstoffe und physikalische Eigenschaften
Orangenöl ist eine gelbe bis rötlich-gelbe Flüssigkeit. Die Dichte liegt bei 0,843 g·cm−3.
Das (+)-Limonen ist mit über 90 % Hauptbestandteil des Orangenöls. Daneben befinden sich noch die Aldehyde Octanal und Decanal, Sinensal sowie Octyl- und Nerylacetat. Die Letzteren geben dem Orangenöl sein Aroma. Der Estergehalt, der je nach Anbauregion schwankt, beeinflusst den Verkaufspreis stark.

### Anwendungsgebiete
Orangenöl wird hauptsächlich zur Aromatisierung von Getränken und Süßwaren sowie zur Parfümierung von Haushaltsprodukten eingesetzt, daneben noch in biologischen Holzschutzmitteln und Lackverdünnern. Unverdünnt wird es als Aromaöl in Duftlampen zur Raumbeduftung eingesetzt.
Orangenöl ist Hauptbestandteil von Orangenölreiniger, der zum Entfernen von Kleberesten (Etikettenentferner) oder als Backofenreiniger eingesetzt wird. Einige Kunststoffe, insbesondere Polyacrylate sowie lackierte Möbeloberflächen, werden durch Orangenöl gelöst, was unter anderem gezielt zur Entfernung sogenannter Soft-Touch-Kunststoffbeschichtungen genutzt werden kann, da einige dieser Soft-Touch-Beschichtungen die unangenehme Eigenschaft haben, nach einigen Jahren schmierig bis klebrig zu werden und die Nutzung der damit beschichteten Produkte meist verunmöglichen.

## Orangenöl, bitter
Bitteres Orangenöl wird aus den Schalen der Bitterorange (Citrus × aurantium) in Sizilien sowie  Spanien gewonnen, hat einen eher mandarinenartigen Duft und ein bitteres Aroma.
Die Weltproduktion des zur Aromatisierung von Likören und Duftwässern eingesetzten Öls liegt bei jährlich ungefähr 10 Tonnen.

## Einsatzbeispiele Technik
Das Einsatzgebiet ist das gleiche wie bei Terpentinöl. Einem höheren Preis stehen ein angenehmerer Geruch und ein geringeres Allergiepotential gegenüber.
Einsatzgebiete sind:
- Entfettung von Metallteilen, beispielsweise Fahrradketten, Zahnrädern oder Kugellagern. Für größere Teile ist das Orangenöl wegen des hohen Preises eher ungeeignet.
- Beseitigung von Teer-, Harz- und Schmierölflecken
- als Pinselreiniger sowie zur Verdünnung von Ölfarben
- Entharzung von feinmechanischen Teilen wie beispielsweise alten Uhrenteilen
- als Ersatz für Terpentinöl in der Malerei
- als Aromastoff in Lebensmitteln
- zur Aromatisierung von Kosmetika (Seife, Badeöl, Creme)

## Gefährdungen
Der Hauptbestandteil von Orangenöl ist mit über 90 % Limonen, das zwar auch als Aromastoff in Lebensmitteln zugelassen ist, aber nach Verordnung (EG) Nr. 1272/2008 (CLP) auch als hautreizend und gefährlich für Wasserorganismen gekennzeichnet ist. Da Limonen bei Hautkontakt die schützenden Hautfette löst, wirkt es hautreizend. Bei der Verwendung sollten Haushaltshandschuhen getragen werden. Bei Berührung mit der Haut sollte Orangenschalenöl mit Wasser und Seife abgewaschen werden. Das Allergisierungspotential von Limonen ist wesentlich geringer als von anderen Terpenen.
Orangenschalenöl ist entzündlich und muss zur Lagerung dicht verschlossen aufbewahrt werden. Produktreste müssen in die Schadstoffsammlung gegeben werden.
Bei männlichen Ratten wurde eine krebserzeugende (karzinogene) Wirkung beobachtet. Dabei reagiert Limonen mit α2U-Globulin, das von weiblichen Ratten nicht produziert wird. Menschen produzieren das Protein nicht, weshalb angenommen wird, dass Limonen auf Menschen nicht krebserregend wirkt.